# Scorpis lineolata
Scorpis lineolata és una espècie de peix pertanyent a la família dels kifòsids.

## Descripció
- Pot arribar a fer 30 cm de llargària màxima.[3][4]

## Hàbitat
És un peix marí i d'aigua salabrosa, associat als esculls i de clima temperat que viu entre 1 i 30 m de fondària.

## Distribució geogràfica
Es troba al Pacífic sud-occidental: Austràlia (incloent-hi l'est de Tasmània i l'illa de Lord Howe) i el nord de Nova Zelanda.

## Observacions
És inofensiu per als humans.